# Satyrus sikkimensis
Satyrus sikkimensis är en fjärilsart som beskrevs av Otto Staudinger 1889. Satyrus sikkimensis ingår i släktet Satyrus och familjen praktfjärilar. Inga underarter finns listade.